# پل براون (بازیکن فوتبال انگلیسی)
پل براون (انگلیسی: Paul Brown؛ زادهٔ ۱۰ سپتامبر ۱۹۸۴) بازیکن فوتبال اهل بریتانیا است.
از باشگاه‌هایی که در آن بازی کرده‌است می‌توان به باشگاه فوتبال وورکینگتون ای. اف. سی، باشگاه فوتبال ترانمره راورز، باشگاه فوتبال واکسول موتورز، باشگاه فوتبال بارو، باشگاه فوتبال مارین، باشگاه فوتبال ویتون آلبیون، باشگاه فوتبال آکرینگتون استنلی، و باشگاه فوتبال درویلزدن اشاره کرد.
وی همچنین در تیم ملی فوتبال England C بازی کرده‌است.